# NGC 1083
NGC 1083 је спирална галаксија у сазвежђу Еридан која се налази на NGC листи објеката дубоког неба.
Деклинација објекта је - 15° 21' 26" а ректасцензија 2h 45m 40,7s. Привидна величина (магнитуда) објекта NGC 1083 износи 14,4 а фотографска магнитуда 15,2. NGC 1083 је још познат и под ознакама MCG -3-8-15, IRAS 02433-1534, PGC 10445.